# 波士尼亞與赫塞哥維納聯邦國旗

波士尼亞與赫塞哥維納聯邦現在使用波赫國旗

1996年至2007年期間的波士尼亞與赫塞哥維納聯邦國旗

波士尼亞與赫塞哥維納聯邦現在沒有正式國旗。1996年至2007年期間，波赫聯邦曾擁有自己的國旗。 舊國旗為白底，左側有紅色豎條，右側有綠色豎條。中央為盾形圖案。盾的下部是波赫國徽。左上是代表波士尼亞克人的盾徽，為綠色中有一朵黃色百合花。右上是代表克羅埃西亞人的盾徽，為紅白格子圖案。